# برنارد نيومان (مؤلف)
برنارد نيومان (بالإنجليزية: Bernard Newman)‏ (8 مايو 1897 في المملكة المتحدة - 19 فبراير 1968)؛ روائي بريطاني.

## روابط خارجية
- برنارد نيومان على موقع IMDb (الإنجليزية)